# Жиронда (эстуарий)
Жиро́нда (фр. Gironde) — эстуарий рек Гаронна и Дордонь во Франции. Открывается в Бискайский залив. Длина 75—80 км, наименьшая глубина на фарватере 8 м. Важнейший порт — Ле-Вердон.
Берега Жиронды усеяны виноградниками и винодельческими хозяйствами (шато), производящими знаменитые на весь мир бордоские вина. Наиболее дорогие красные вина производит левое побережье Жиронды к северу от города Бордо, именуемое Медок. К югу от Жиронды вдоль Бискайского залива тянется так называемый Серебряный берег.
Жиронда была использована в операции «Франктон» (декабрь 1942), направленной против немецких судов — нарушителей блокады, провозивших в оккупированную Францию ценное стратегическое сырьё из нейтральных государств и Японии. В атаке на байдарках приняли участие 10 коммандос, подчинявшихся Королевской морской пехоте под руководством майора Хаслера. Из 10 коммандос выжили 2 — сам Хаслер и его напарник: двое утонули в быстрых течениях устья Жиронды, оставшиеся 6 были убиты немцами.